# Amphilimna cribriformis
Amphilimna cribriformis är en ormstjärneart som beskrevs av A.M. Clark 1974. Amphilimna cribriformis ingår i släktet Amphilimna och familjen trådormstjärnor. Inga underarter finns listade i Catalogue of Life.